# Bambas do Ritmo
O Grêmio Recreativo Escola de Samba Bambas do Ritmo é uma Escola de samba da cidade de Três Rios, centro-sul do Rio de Janeiro (estado).

## História
Fundada em 13 de janeiro de 1964 no bairro do Cantagalo, onde está a sua quadra, carinhosamente chamada de "Palácio de Bambas". Ostentando as cores vermelho e branco, tem como madrinha os Acadêmicos do Salgueiro, sua história tem inicio ainda na década de 60 como bloco carnavalesco homônimo sob as cores azul e rosa. Quando se torna escola de samba em 1972 passa a ostentar as cores atuais, e na avenida, apresenta o enredo "Bahia Tradicional" que popularmente ficou conhecido como "chegou quem estava faltando", marcando a estreia da agremiação na disputa principal do carnaval de Três Rios.
O Bambas apresenta como símbolo o "Bambino", um homem negro (o lendário ritmista Coréia) vestido de malandro e tocando tamborim como homenagem as raízes do samba e todos os sambistas brasileiros. Em 1974 a agremiação do bairro do Cantagalo conquista seu primeiro título com o enredo "Honra e Glória", em seguida conquista um tricampeonato entre 1977 e 1979, e dois, um tetracampeonato entre 1981 e 1984, carnavais de grande competência que conferiram ao Bambas o status de uma das escolas protagonistas do carnaval trirriense. Durante os anos 1985 e 1986 se ausenta dos desfiles oficiais, retornando em 1987 conquistando o seu 9º título de campeã. Entre os anos de 1989 e 1992 a escola mais uma vez se ausenta dos desfiles ou os mesmos não são realizados em Três Rios. 
O retorno do carnaval trirriense ocorre no ano de 1993, e em mais uma oportunidade, a vermelho e branco conquista mais um título que se tornaria o seu terceiro bicampeonato em 1994, sendo, respectivamente, os seus 10º e 11º campeonatos. Entre 1995 e 2000 inicia-se o hiato mais longo do carnaval de Três Rios, e em 2001, ocorre a retomada ainda sem disputa, apenas visando a reorganização das agremiações. Entre 2002 e 2009 o Bambas do Ritmo enfrenta o período mais longo sem conquista de títulos da sua história, somente retomando o campeonato em 2010 com o enredo "O Bambas é do Baralho". Em 2014 o Bambas comemora seu Jubileu de Ouro com o enredo "Bambas do Ritmo - História, Orgulho e Paixão... 50 Anos de Pura Emoção" ficando com o vice-campeonato. No Carnaval de 2015 a agremiação inicia uma grande virada e retoma um período de grandes conquistas, o enredo "Marajó" marca o 13º campeonato da escola que conquistará mais dois títulos em 2016 e 2017, formando o seu terceiro tricampeonato na história. Em 2020 o Bambas do Ritmo conquista seu 16º título com o enredo "Sob a Luz do Luar", em um desfile grandioso que foi penalizado em apenas 0,1 décimo na apuração oficial, o feito assegurou à vermelho e branco o feito de ser a maior campeã da cidade tendo conquistado ao menos 1 título em todas as décadas desde 1972 quando se tornou escola de samba. 
A vermelho e branco tem como filosofia valorizar os talentos da região, e por isso, historicamente contou sempre com profissionais atuantes na região como os carnavalescos Fernando Ferreira, Júnior Pernambucano, Amarildo Lopes e Gilber Rosa. Os intérpretes Zé Bola e Genê, os Mestres-salas Flávio Mogeta e Tony Santos, as Porta-bandeiras Sonaila e Keila Dias, os coreógrafos Caique Bonforte, Sandro Santos e Johnny Paulo, uma renomada ala de compositores que conta com seu ícone maior, Pádua (in memorian), outros nomes de notado saber, como Fernando Barbosa, Cláudio Mala Véia, que atualmente lideram o segmento à frente de outros jovens poetas,  e o enredista Diego Araújo, sendo alguns dos grandes talentos da região que defendem ou já defenderam o Bambas do Ritmo em algum dos seus desfiles. 

## Segmentos

### Presidência
| Presidente                 | Vice-Presidente | Mandato         | Ref.  |
| -------------------------- | --------------- | --------------- | ----- |
| Írio Duarte (William Buda) |                 | 1991-1993       |       |
| Sylvio de Oliveira         |                 | 1993-1994       |       |
| Gustavo Carvalho           |                 | 2009 - 2011     |       |
| Fernando Barbosa           |                 | 2011 - 2013     |       |
| Dirceu Duarte              | Carlos Bastos   | 2013 - 2016     | [ 2 ] |
| Gustavo Carvalho           | Eric Kopke      | 2016-2019       |       |
| Gugu Oliveira              | Fabiano Pacheco | 2019-2023       |       |
| Fabiano Pacheco            | Rogéria Bastos  | 2024-Atualmente |       |

### Intérpretes
| Período   | Nome                    |
| --------- | ----------------------- |
| 2006      | Zé Bola e Genê          |
| 2007-2017 | Genê                    |
| 2018-2020 | Genê e Pitty de Menezes |
| 2023      | Genê e Pixulé           |
| 2024      | Rodrigo Vianna          |

### Diretores
| Período   | Carnaval                          | Harmonia             | Bateria          | Ref.  |
| --------- | --------------------------------- | -------------------- | ---------------- | ----- |
| 2014-2016 | Gustavo Carvalho                  | Fabiano Pacheco      | Mestre Manu      | [ 3 ] |
| 2017-2018 | Rogéria Bastos                    | Fabiano Pacheco      | Mestre Manu      |       |
| 2019      | Rogéria Bastos                    | Fabiano Pacheco      | Mestre Matheus   |       |
| 2020-2023 | Rogéria Bastos e Eric Kopke       | Fabinho              | Mestre Matheus   |       |
| 2024      | Rogéria Bastos e Gustavo Carvalho | Comissão de Harmonia | Mestre Silvestre |       |
| 2025      | Rogéria Bastos                    | Comissão de Harmonia | Mestre Silvestre |       |

### Coreógrafo(a)
| Ano       | Nome           | Ref.  |
| --------- | -------------- | ----- |
| 2013      | Sandro Santos  |       |
| 2014-2018 | Caíque Bonfort | [ 4 ] |
| 2019      | Ariadne Lax    |       |
| 2020-2024 | Johnny Paulo   |       |
| 2025      | Júnior Barbosa |       |

### Mestre-Sala e Porta-Bandeira
| Período   | Nome                                | Ref.  |
| --------- | ----------------------------------- | ----- |
| 2006      | Jaçanã e Mosquito                   |       |
| 2014-2016 | Zé Roberto e Thaís Romi             | [ 5 ] |
| 2017-2018 | José Roberto e Alcione Carvalho     |       |
| 2019      | Feliciano Júnior e Alcione Carvalho |       |
| 2020      | Anderson Motta e Cintya Santos      |       |
| 2021-2022 | Não houve desfile                   |       |
| 2023-2024 | Vinicius Antunes e Jéssica Ferreira |       |
| 2025      | Feliciano Júnior e Raphaela Caboclo |       |

### Rainhas de Bateria
| Período         | Rainha           | Ref.  |
| --------------- | ---------------- | ----- |
| 2014            | Janaína Silva    |       |
| 2015-2016       | Thainá Santos    | [ 6 ] |
| 2017-Atualidade | Jordana Saldanha |       |

## Carnavais
| Ano                                                                                 | Colocação                         | Grupo                             | Enredo | Carnavalesco                                                        | Ref.                              |
| ----------------------------------------------------------------------------------- | --------------------------------- | --------------------------------- | --- | ------------------------------------------------------------------- | --------------------------------- |
| 1964 à 1971                                                                         | -                                 | -                                 | Desfiles Como Bloco                                                                                         | -                                                                   | -                                 |
| 1972                                                                                | Vice Campeã                       | Único                             | Bahia Tradicional (Chegou Quem Estava Faltando)                                                             |                                                                     |                                   |
| 1973                                                                                | 3º Lugar                          | Único                             | Norte e Nordeste em Ritmo de Brasil Grande                                                                  |                                                                     |                                   |
| 1974                                                                                | Campeã                            | ÚNICO                             | Honra e Glória                                                                                              |                                                                     |                                   |
| 1975                                                                                | Vice Campeã                       | ÚNICO                             | Bambas em Tempo de Fusão                                                                                    |                                                                     |                                   |
| 1976                                                                                | Vice Campeã                       | ÚNICO                             | Miscigenação                                                                                                |                                                                     |                                   |
| 1977                                                                                | Campeã                            | ÚNICO                             | Giramundo                                                                                                   |                                                                     |                                   |
| 1978                                                                                | Campeã                            | ÚNICO                             | Estrela da Vida Inteira                                                                                     |                                                                     |                                   |
| 1979                                                                                | Campeã                            | ÚNICO                             | Majestade e Excelência, o Café                                                                              |                                                                     |                                   |
| 1980                                                                                | Vice Campeã                       | ÚNICO                             | Moda é Moda                                                                                                 |                                                                     |                                   |
| 1981                                                                                | Campeã                            | ÚNICO                             | Festa no Céu                                                                                                |                                                                     |                                   |
| 1982                                                                                | Campeã                            | ÚNICO                             | Terra, Capital Brasil                                                                                       |                                                                     |                                   |
| 1983                                                                                | Campeã                            | ÚNICO                             | Universo do Cordel                                                                                          |                                                                     |                                   |
| 1984                                                                                | Campeã                            | ÚNICO                             | E o Galo Cantou                                                                                             |                                                                     |                                   |
| 1985                                                                                | Não Desfilou                      | Não Desfilou                      | Não Desfilou                                                                                                | Não Desfilou                                                        | Não Desfilou                      |
| 1986                                                                                | Não Desfilou                      | Não Desfilou                      | Não Desfilou                                                                                                | Não Desfilou                                                        | Não Desfilou                      |
| 1987                                                                                | Campeã                            | ÚNICO                             | De Olho nas Penas                                                                                           |                                                                     |                                   |
| 1988                                                                                | 3º Lugar                          | ÚNICO                             | Entre-Rios de Sonhos e Liberdade                                                                            |                                                                     |                                   |
| 1989                                                                                | Não Houve Desfile ou Não Desfilou | Não Houve Desfile ou Não Desfilou | Não Houve Desfile ou Não Desfilou                                                                           | Não Houve Desfile ou Não Desfilou                                   | Não Houve Desfile ou Não Desfilou |
| 1990                                                                                | Não Houve Desfile ou Não Desfilou | Não Houve Desfile ou Não Desfilou | Não Houve Desfile ou Não Desfilou                                                                           | Não Houve Desfile ou Não Desfilou                                   | Não Houve Desfile ou Não Desfilou |
| 1991                                                                                | Não Houve Desfile ou Não Desfilou | Não Houve Desfile ou Não Desfilou | Não Houve Desfile ou Não Desfilou                                                                           | Não Houve Desfile ou Não Desfilou                                   | Não Houve Desfile ou Não Desfilou |
| 1992                                                                                | Não Houve Desfile ou Não Desfilou | Não Houve Desfile ou Não Desfilou | Não Houve Desfile ou Não Desfilou                                                                           | Não Houve Desfile ou Não Desfilou                                   | Não Houve Desfile ou Não Desfilou |
| 1993                                                                                | Campeã                            | ÚNICO                             | Não Deixe o Samba Morrer                                                                                    | Fernando Ferreira                                                   |                                   |
| 1994                                                                                | Campeã                            | ÚNICO                             | Quem Tem Padrinho Não Morre Pagão (Bênção Meu Salgueiro)                                                    | Fernando Ferreira                                                   |                                   |
| 1995 a 2000                                                                         | -                                 | -                                 | Não houve desfile de 1995 até 2000                                                                          | -                                                                   |                                   |
| 2001                                                                                | Sem Disputa                       |                                   | Bambas Homenageia Bambas                                                                                    |                                                                     |                                   |
| 2002                                                                                | Vice Campeã                       | ÚNICO                             | O Camponês e o Pão Nosso de Cada Dia                                                                        |                                                                     |                                   |
| 2003                                                                                | 3º Lugar                          | ÚNICO                             | Exaltação à Vista                                                                                           |                                                                     |                                   |
| 2004                                                                                | 5º Lugar                          | ÚNICO                             | O Bambas Vale Ouro                                                                                          | Fernando Ferreira                                                   |                                   |
| 2005                                                                                | 3º Lugar                          | ÚNICO                             | Bandeiras                                                                                                   |                                                                     |                                   |
| 2006                                                                                | 4º Lugar                          | ÚNICO                             | Divindades Africanas                                                                                        | Fernando Ferreira                                                   |                                   |
| 2007                                                                                | Vice Campeã                       | ÚNICO                             | Três Rios - Terra de Bambas. Samba e Carnaval, Mostra ao Mundo o Mato Grosso e Clama: Salvem Nosso Pantanal | Fernando Ferreira                                                   |                                   |
| 2008                                                                                | 3º Lugar                          | ÚNICO                             | Taí, Uma Boa Pedida                                                                                         | Fernando Ferreira                                                   |                                   |
| 2009                                                                                | 3º Lugar                          | ÚNICO                             | A Chave da Criação                                                                                          | Júnior Pernambucano e Amarildo Lopes                                | [ 7 ]                             |
| 2010                                                                                | Campeã                            | ÚNICO                             | O Bambas é do Baralho                                                                                       | Comissão de Carnaval Gilber Rosa,Rafael Moreira e Regina de Paula   | [ 8 ]                             |
| 2011                                                                                | Vice Campeã                       | ÚNICO                             | O Bambas é Festa. Três Rios de Janeiro a Janeiro                                                            | Gilber Rosa e Rafael Moreira e Regina de Paula                      | [ 9 ]                             |
| 2012                                                                                | Vice Campeã                       | A                                 | Bahia amada de Jorge                                                                                        | Sandro Carvalho                                                     | [ 10 ]                            |
| 2013                                                                                | Vice Campeã                       | A                                 | Andar com fé eu vou, minha fé nao costuma faiá                                                              | Sandro Carvalho                                                     | [ 11 ]                            |
| 2014                                                                                | Vice Campeã                       | A                                 | Bambas do Ritmo - história, orgulho, paixão...50 anos de pura emoção!                                       | Fernando Ferreira                                                   | [ 12 ]                            |
| 2015                                                                                | Campeã                            | A                                 | Marajó | Comissão de Carnaval (Diego Araújo, Gilber Rosa e Gustavo Carvalho) | [ 3 ]                             |
| 2016                                                                                | Campeã                            | A                                 | Eu Sou o Samba                                                                                              | Gilber Rosa                                                         | [ 2 ]                             |
| 2017                                                                                | Campeã                            | A                                 | Vem Brincar                                                                                                 | Gilber Rosa                                                         |                                   |
| 2018                                                                                | Vice Campeã                       | A                                 | Miscigenação                                                                                                | Gilber Rosa                                                         |                                   |
| 2019                                                                                | Vice Campeã                       | ÚNICO                             | É Pecado?                                                                                                   | Gilber Rosa                                                         | [ 1 ]                             |
| 2020                                                                                | Campeã                            | ÚNICO                             | Sob a Luz do Luar                                                                                           | Gilber Rosa                                                         |                                   |
| Os desfiles do Carnaval 2021 e 2002 foram cancelados devido a pandemia de Covid-19. |                                   |                                   | |                                                                     |                                   |
| 2023                                                                                | 3º Lugar                          | ÚNICO                             | Mokambo | Gilber Rosa                                                         |                                   |
| 2024                                                                                | Vice Campeã                       | ÚNICO                             | Salve Jorge - O cavaleiro da capa encarnada                                                                 | Victor Matheus                                                      |                                   |
| 2025                                                                                | Campeã                            | ÚNICO                             | Iracema: O Ventre de Um Brasil Moreno                                                                       | Comissão de Carnaval (Diego Araújo e Equipe de Barracão)            |                                   |

| Especificos      | Total | Nomenclatura do Grupo | Títulos                                                                                              |
| ---------------- | ----- | --------------------- | --- |
| Campeonatos      | 17    | A - Especial ou Único | 1974, 1977, 1978, 1979, 1981, 1982, 1983, 1984, 1987, 1993, 1994, 2010, 2015, 2016, 2017, 2020, 2025 |
| Bicampeonatos    | 4     | A - Especial ou Único | 1974, 1977, 1978, 1979, 1981, 1982, 1983, 1984, 1987, 1993, 1994, 2010, 2015, 2016, 2017, 2020, 2025 |
| Tricampeonatos   | 3     | A - Especial ou Único | 1974, 1977, 1978, 1979, 1981, 1982, 1983, 1984, 1987, 1993, 1994, 2010, 2015, 2016, 2017, 2020, 2025 |
| Tetracampeonatos | 1     | A - Especial ou Único | 1974, 1977, 1978, 1979, 1981, 1982, 1983, 1984, 1987, 1993, 1994, 2010, 2015, 2016, 2017, 2020, 2025 |

### Premiações
- Troféu Ziriguidum - 2015 - Melhor comissão de frente[4]
- Troféu Ziriguidum - 2016 - Melhor mestre-sala[5]
- Troféu Ziriguidum - 2016 - Melhor porta-bandeira[5]
- Troféu Ziriguidum - 2023 - Melhor Escola
- Troféu Ziriguidum - 2023 - Melhor primeiro Mestre-Sala
- Troféu Ziriguidum - 2023 - Melhor primeira Porta-bandeira
- Troféu Ziriguidum - 2023 - Melhor Passista mirim masculino (João Gabriel)
- Troféu Ziriguidum - 2023 - Melhor Rainha de Bateria (Jô Saldanha)
- Troféu Ziriguidum - 2024 - Melhor primeiro Mestre-Sala
- Troféu Ziriguidum - 2024 - Melhor primeira Porta Bandeira
- Troféu Ziriguidum - 2024 - Melhor ala de baianas
- Troféu Ziriguidum - 2024 - Melhor Velha-Guarda
- Troféu Ziriguidum - 2024 - Melhor Rainha de Bateria (Jô Saldanha)
- Troféu Ziriguidum - 2024 - Melhor Alegoria
- Troféu Ziriguidum - 2024 - Melhor destaque de Luxo Feminino
- Troféu Ziriguidum - 2025 - Melhor ala de baianas
- Troféu Ziriguidum - 2025 - Melhor ala mirim
- Troféu Ziriguidum - 2025 - Melhor Velha-Guarda
- Troféu Ziriguidum - 2025 - Rainha de bateira (Jô Saldanha)
- Troféu Ziriguidum - 2025 - Melhor passista masculino adulto (Roger Nascimento)
- Troféu Ziriguidum - 2025 - Melhor destaque de luxo feminino
- Troféu Ziriguidum - 2025 - Premio especial (Gabriel de Paula)